# Cissus microcarpa
Cissus microcarpa là một loài thực vật hai lá mầm trong họ Nho. Loài này được Vahl miêu tả khoa học đầu tiên năm 1797.